# Krajská soutěž – Liberec 1951
Krajská soutěž – Liberec 1951 byla po zrušení Celostátního československého mistrovství II jednou z 21 skupin 2. nejvyšší fotbalové soutěže v Československu. V soutěži se utkalo 10 týmů každý s každým dvoukolovým systémem jaro-podzim. 

## Konečná tabulka
| Poř. | Tým                             | Z  | V  | R | P  | VG | OG | B  |
| ---- | ------------------------------- | -- | -- | - | -- | -- | -- | -- |
| 1.   | Vulkán Hrádek nad Nisou         | 18 | 12 | 0 | 6  | 66 | 35 | 24 |
| 2.   | DSO Kolora Liberec              | 18 | 12 | 0 | 6  | 71 | 43 | 24 |
| 3.   | Tatran ČSSZ Liberec             | 18 | 11 | 2 | 5  | 61 | 39 | 24 |
| 4.   | TJ PBZ Semily                   | 18 | 10 | 2 | 6  | 56 | 44 | 22 |
| 5.   | Sokol Tatra Česká Lípa          | 18 | 9  | 1 | 8  | 60 | 41 | 19 |
| 6.   | Elite Varnsdorf                 | 18 | 8  | 2 | 8  | 56 | 58 | 18 |
| 7.   | ZSJ Preciosa Jablonec nad Nisou | 18 | 8  | 1 | 9  | 35 | 42 | 17 |
| 8.   | Mnichovo Hradiště               | 18 | 8  | 1 | 9  | 47 | 69 | 17 |
| 9.   | ČSD Turnov                      | 18 | 3  | 4 | 11 | 29 | 67 | 10 |
| 10.  | Sokol Borokrystal Nový Bor      | 18 | 2  | 1 | 15 | 35 | 81 | 5  |

Poznámky:
- Z = Odehrané zápasy; V = Vítězství; R = Remízy; P = Prohry; VG = Vstřelené góly; OG = Obdržené góly; B = Body;